# Inna Nedelkina
Inna Nedelkina (en bielorruso: Інна Неделкіна; 2004) es una deportista bielorrusa que compite en piragüismo en la modalidad de aguas tranquilas. Ganó dos medallas en el Campeonato Mundial de Piragüismo de 2024, oro en C2 200 m y bronce en C2 500 m mixto.

## Palmarés internacional
| Campeonato Mundial | Campeonato Mundial      | Campeonato Mundial | Campeonato Mundial |
| Año                | Lugar                   | Medalla            | Competición        |
| ------------------ | ----------------------- | ------------------ | ------------------ |
| 2024               | Samarcanda (Uzbekistán) | Medalla de oro     | C2 200 m           |
| 2024               | Samarcanda (Uzbekistán) | Medalla de bronce  | C2 500 m mixto     |